# Trioxys pallidus
Trioxys pallidus är en stekelart som först beskrevs av Alexander Henry Haliday 1833.  Trioxys pallidus ingår i släktet Trioxys och familjen bracksteklar. Arten är reproducerande i Sverige. Inga underarter finns listade i Catalogue of Life.